# Bruno Araújo dos Santos
Bruno Araújo dos Santos, meglio noto come Bruno Santos (Rio de Janeiro, 7 febbraio 1993), è un calciatore brasiliano, difensore dell'Apollōn Limassol.

## Carriera
Ha militato nella massima serie portoghese col Paços de Ferreira.

## Palmarès

### Club

#### Competizioni nazionali
- Segunda Liga: 1

Paços de Ferreira: 2018-2019